# 鴨川漁港
鴨川漁港（かもがわぎょこう）は、千葉県鴨川市の太平洋に面する第3種漁港である。南房総国定公園の区域内に位置し、外房地域漁業の流通・防災拠点漁港に位置付けられている。本港、小寄、加茂川を挟んで前原の3地区が整備されている。

## 概要
- 管理者 - 千葉県農林水産部水産局
- 所管庁 - 水産庁
- 漁業協同組合 - 鴨川市漁業協同組合
- 漁港番号 - 1930060[4]

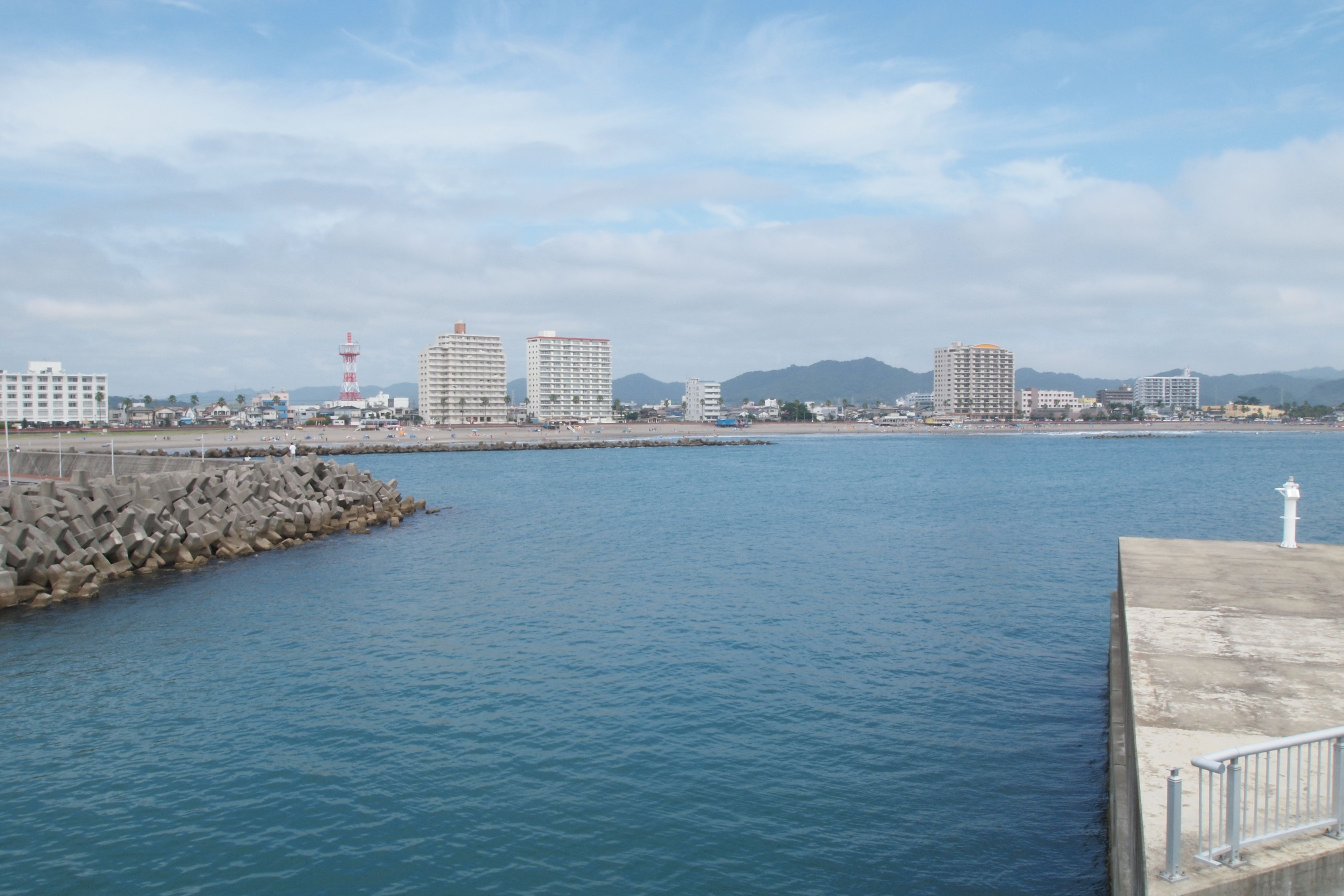
鴨川漁港周辺の景観

- 水揚量 - 11,620トン（2003年）

## 沿革
- 1962年（昭和37年）10月25日 - 第3種漁港に指定（農林省告示第1342号[5]）
- 1973年（昭和48年）8月24日 - 海岸保全区域指定（千葉県告示第656号[5]）
- 2007年（平成19年）4月 - 鴨川風力開発（日本風力開発傘下）による風力発電所が稼動[6]

## 主な魚種
水揚げされる代表的な魚介類一覧。
- キンメダイ
  - 外房つりきんめ鯛（千葉ブランド水産[8]）
- カジキ
  - 房総沖マカジキ（プライドフィッシュ[9]）
- イワシ
- アジ
- サバ
- サンマ
- ブリ
- カツオ
- マグロ
- イセエビ
- アワビ
- サザエ

## 主な漁業
まき網、定置網が主な漁業となっている。
元々は沿岸漁業が主体であったが、漁船の大型化及び漁港施設の整備拡充により沖合漁業の拠点港となっている。

## フィッシャリーナ鴨川
漁港水域内に設けられたフィッシャリーナ鴨川はマリンスポーツやクルージングの拠点となっている。当時市長の本多利夫が計画に関与した。かもがわ海の駅として海の駅に登録されている。

## 周辺

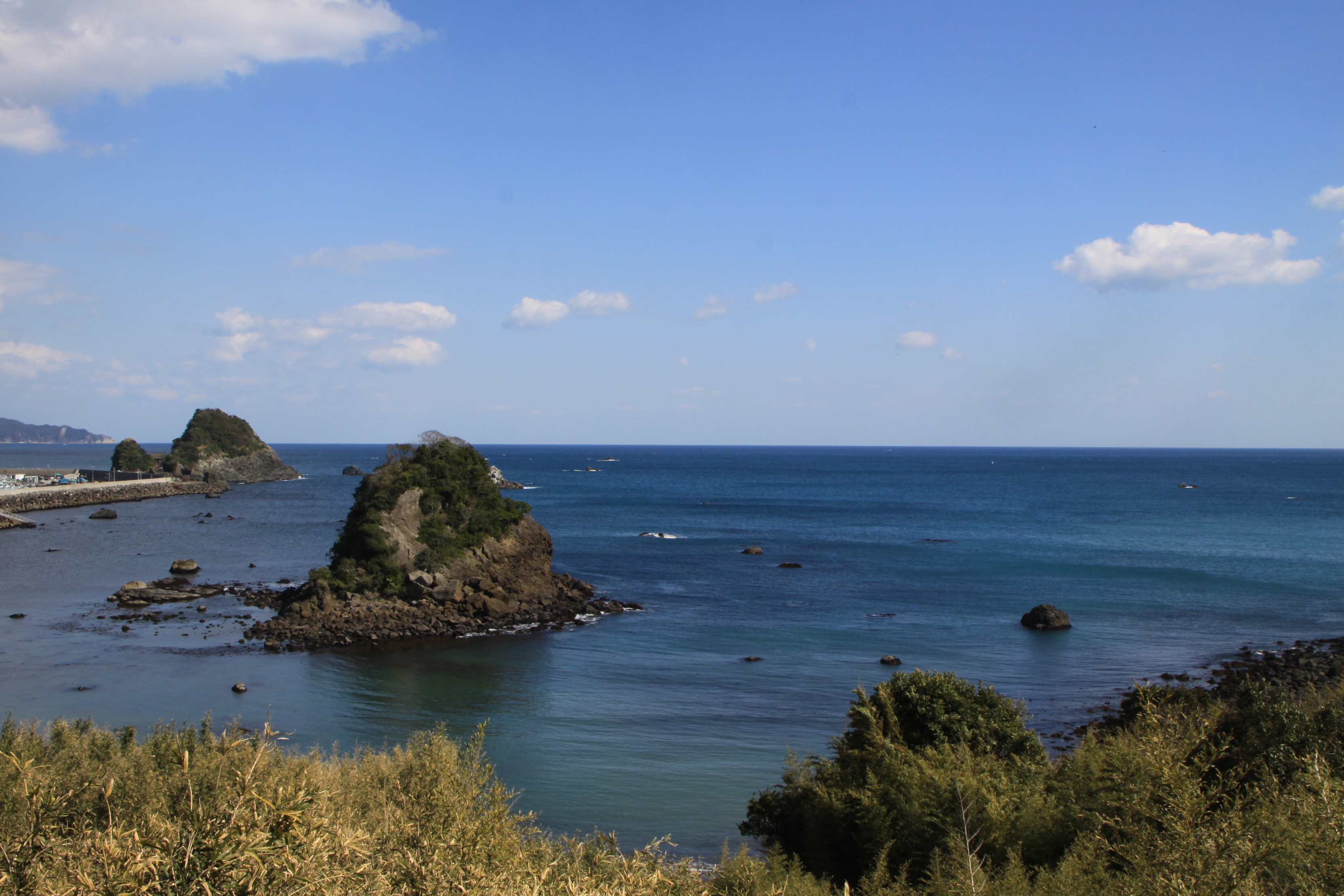
鴨川松島

漁港周辺には島が点在しており、鴨川松島と呼ばれる観光スポットとなっている。
- 鴨川松島（新日本百景）
  - 鴨川灯台
  - 厳嶋神社
- 前原海岸（日本の渚百選）
  - 前原海水浴場
- 加茂川
- 魚見塚展望台